# Константиновский, Константин Александрович
Константи́н Алекса́ндрович Константи́новский (30 июня 1920, Полтава, Украинская ССР — 17 июня 1970, Ленинград, СССР) — советский цирковой артист, дрессировщик хищников. Муж и партнёр дрессировщицы тигров Маргариты Назаровой. Участник Великой Отечественной войны, кинолог, майор МГБ СССР.

## Биография
Родился 30 июня 1920 года в Полтаве. В возрасте 8 лет попал в Полтавскую колонию для малолетних правонарушителей (впоследствии Трудкоммуны ОГПУ имени Максима Горького).
По прошествии лет вошёл в правление трудколонии и в 1928 году Антоном Семёновичем Макаренко был отобран для основания актива Трудкоммуны имени Ф. Э. Дзержинского.
Мать — Елизавета Александровна Константиновская (1888—1974).

### Военная карьера
В 1933 году Константиновский стал выпускником Харьковского животноводческого техникума и был направлен на курсы ОГПУ, по окончании которых до 1938 года проходил службу старшим уполномоченным НКВД.
С 1938 года лейтенант государственной безопасности К. А. Константиновский возглавлял кинологическую службу Дальневосточного пограничного округа — по результатам военных действий в районе озера Хасан и реки Халхин-Гол был награждён орденом Красной Звезды. В 1940 году капитан государственной безопасности Константиновский возглавил кинологическую службу Западного особого пограничного округа. «Питомцы» Константиновского принимали участие в ликвидации укреплений и бронетехники финнов, а собаки-санитары спасли много раненых бойцов во время советско-финляндской войны.
Во время Великой Отечественной войны служил в спецподразделении, которое занималось дрессировкой собак-камикадзе, взрывавших танки.
Принимал непосредственное участие в подготовке секретной операции «Молния», которая не была реализована. Операция заключалась о том, что в случае захвата Москвы Вермахтом, несколько подготовленных собак совершат теракты против высшего командования Вермахта, а возможно Адольфа Гитлера при нахождении в Москве, также были планы использовать собак в иных местах.  Так как  в войсках СС и полиции безопасности широко использовались собаки в охранных целях и специально подготовленная собака не вызвала бы особо внимания охраны. Однако трудности возникли в том, как направить собаку к нужному объекту: проводник-кинолог выбирает момент и даёт команду — как его доставить и обезопасить; одиночная собака, ориентированная по запаху — как получить достоверную запаховую приманку высокопоставленного лица.

### Карьера артиста
« … Костя всю жизнь готовил для Маргариты аттракционы, работал с животными, страховал жену. И хотя на манеж с хищниками выходила Маргарита, мы-то знали, что за этими прекрасными номерами стоит труд Кости. Именно его тигры воспринимали как хозяина».
С 1946 года — директор Даугавпилсского театра. Здесь он познакомился с актрисой Маргаритой Назаровой, которая вскоре стала его женой. Вместе с ней, исполнившей главную роль, снимался в кинокомедии Владимира Фетина «Полосатый рейс» (в эпизоде, когда старпом пытается защитить Марианну от тигра). Кроме того, Константиновский выступал как дрессировщик в фильмах «Опасные тропы» и «Сегодня — новый аттракцион».
На VI Всемирном фестивале молодёжи и студентов в 1957 году в Москве Назарова и Константиновский выступили с программой «Водная феерия», за которую получили золотую медаль и звание лауреатов этого фестиваля.
Жизнь К. А. Константиновского оборвалась трагически — тигрица Юлька, играя, поранила ему когтями голову, и у дрессировщика началось воспаление мозга. Ему сделали операцию, которая прошла неудачно, и он скончался незадолго до своего 50-летия 17 июня 1970 года в Ленинграде. Похоронен на кладбище в посёлке Толмачёво Лужского района Ленинградской области, рядом со своей матерью.
Жена Константиновского (Назарова) в своё время тоже получила серьёзную травму от тигра (его звали Пурш) — разрыв височной артерии.

## Память
Судьбе дрессировщика и его жене посвящён российский телевизионный сериал «Маргарита Назарова», вышедший в 2016 году. В роли Константина Константиновского выступил актёр — Андрей Чернышов. Несмотря на достаточно большое соответствие сюжета биографии артиста, многие сюжетные линии, в том числе основные (прежде всего связанные с болезнью и смертью Константиновского) являются художественным вымыслом.

## Семья
- Жена — народная артистка РСФСР Маргарита Назарова (26.11.1926—25.10.2005)
- Сын — Алексей Константиновский (род. 09.04.1960) — дрессировщик, в 1992 году переехал во Францию. Женат на русской артистке Ольге Страховой (род. 30.06.1963) — дочери акробата Евгения Страхова;
- Внучка — Маргарита Наскинова (Константиновская) (род. 25.01.1985), работает в цирке, выступает с кошками, змеями, также воздушная гимнастка. Замужем за болгарином Стояном Митковым-Наскиновым (род. 27.01.1985);
- Правнук Евгений (род. 29.05.2009);
- Правнучка Екатерина (род. 15.05.2010);
- Внук — Константин Константиновский (род. 08.06.1989) — воздушный гимнаст;
- Правнучка Раиса (род. 10.06.2012).

## Награды
- Орден Красной Звезды (1938)
- Орден Красного Знамени (1948)

## Фильмография
- 1961 — Полосатый рейс — дрессировщик
- 1961 — Внимание, тигры! — дрессировщик (документальный, о съёмках фильма «Полосатый рейс»)
- 1966 — Сегодня — новый аттракцион — дрессировщик
- 1967 — Дублёры (документальный)